# Élections législatives de 1956 dans les Vosges
Les élections législatives de 1956 dans les Vosges sont des élections françaises qui ont eu lieu le 2 janvier 1956 dans le département des Vosges dans le cadre des élections législatives françaises de 1956, sous la IVe République.
Ce sont les dernières élections législatives de la Quatrième république, après les élections de novembre 1946 et de juin 1951.

## Mode de scrutin
L'Assemblée nationale est composée de 626 sièges pourvus au scrutin proportionnel plurinominal suivant la règle de la plus forte moyenne dans le cadre départemental, sans panachage.
Le vote préférentiel est admis, en inscrivant un numéro d'ordre en face du nom d'un, de plusieurs ou de tous les candidats de la liste. Mais l'ordre ne pourra être modifié que si au moins la moitié des suffrages portés sur la liste est numéroté. Dans les faits les modifications n’ont jamais dépassé les 7%.
La loi électorale du 7 mai 1951, dite loi des apparentements, reste en vigueur. Elle permet à la base une répartition des sièges à la représentation proportionnelle dans le département, mais si des listes « apparentées » avant le déroulement du scrutin obtiennent ensemble une majorité absolue de suffrages exprimés, elles reçoivent directement tous les sièges à pourvoir.
Dans le département des Vosges, cinq députés sont à élire.

## Élus
| Député sortant     | Parti | Parti    | Député élu ou réélu | Parti | Parti      |
| ------------------ | ----- | -------- | ------------------- | ----- | ---------- |
| André Barbier      |       | CNIP     | Robert Chambeiron   |       | UP         |
| Georges Gaillemin  |       | ARS      | Georges Gaillemin   |       | ARS        |
| Maurice Lemaire    |       | Rép. soc | Maurice Lemaire     |       | Rép. soc   |
| Charles Guthmüller |       | Rép. soc | Maurice Poirot      |       | diss. SFIO |
| André Garnier      |       | Rép. soc | Lucien Nicolas      |       | MRP        |

## Résultats

### Résultats à l'échelle du département
- Un union de type Front populaire réunit les partis locaux Prog.-PCF et SFIO. La direction nationale de la SFIO rejetant l'alliance avec les communistes, elle exclut Maurice Poirot.
- Un apparentement est conclu en soutien à la majorité sortante, entre les listes Rép. soc, MRP et CNIP-ARS.

Les listes CRAP et Réf. État se sont retirées avant le jour de vote, mais elles restent inscrites à la préfecture. 
|                   |                                                                     | Républicains sociaux Maurice Lemaire                | 36 409  | 20,16  | 1 |  |  |
|                   | Mouvement républicain populaire Lucien Nicolas                      | 23 225                                              | 12,86   | 1      |   |  |  |
|                   | Centre national des indépendants et paysans (ARS) Georges Gaillemin | 20 942                                              | 11,60   | 1      |   |  |  |
| Liste apparentées | Liste apparentées                                                   | 80 576                                              | 44,61   | 3      |   |  |  |
|                   | Union progressiste (PCF, SFIO) Robert Chambeiron                    | Union progressiste (PCF, SFIO) Robert Chambeiron    | 59 576  | 32,99  | 2 |  |  |
|                   | Union et fraternité française Jean Chauffour                        | Union et fraternité française Jean Chauffour        | 19 392  | 10,82  | - |  |  |
|                   | Parti radical Jules Pêcheur                                         | Parti radical Jules Pêcheur                         | 17 132  | 9,40   | - |  |  |
|                   | Centre républicain d'action paysanne Marcel Leclerc                 | Centre républicain d'action paysanne Marcel Leclerc | 0       | 0,00   | - |  |  |
|                   | Réforme de l'État Xavier Hugueny                                    | Réforme de l'État Xavier Hugueny                    | 0       | 0,00   |   |  |  |
|                   |                                                                     |                                                     |         |        |   |  |  |
| Inscrits          | Inscrits                                                            | Inscrits                                            | 230 758 | 100,00 | 5 |  |  |
| Abstentions       | Abstentions                                                         | Abstentions                                         | 39 393  | 17,07  |   |  |  |
| Votants           | Votants                                                             | Votants                                             | 191 365 | 82,93  |   |  |  |
| Blancs et nuls    | Blancs et nuls                                                      | Blancs et nuls                                      | 10 750  | 5,62   |   |  |  |
| Exprimés          | Exprimés                                                            | Exprimés                                            | 180 615 | 94,38  |   |  |  |